# (2171) Kiev
(2171) Kiev est un astéroïde de la ceinture principale.

## Description
(2171) Kiev est un astéroïde de la ceinture principale. Il fut découvert le 28 août 1973 à Naoutchnyï par Tamara Smirnova. Il présente une orbite caractérisée par un demi-grand axe de 2,26 UA, une excentricité de 0,17 et une inclinaison de 7,5° par rapport à l'écliptique.

## Nom
Cet astéroïde a été nommé en l'honneur de Kiev, à l'occasion du 1500e anniversaire de cette ville, capitale de l'Ukraine et grand centre industriel, culturel et scientifique du pays.

## Compléments